# Janet Alexander
Janet Alexander (1880 – 1961) foi uma atriz britânica da era do cinema mudo.

## Filmografia selecionada
- Queen's Evidence (1919)
- God's Clay (1919)
- The Hour of Trial (1920)
- Henrietta Maria; or, The Queen of Sorrow (1923)
- Empress Josephine; or, Wife of a Demigod (1923)
- Not Quite a Lady (1928)
- High Seas (1929)
- The Compulsory Husband (1930)